# Balay Tübegi
Balay Tübegi är en halvö i Kazakstan.   Den ligger i oblystet Qaraghandy, i den östra delen av landet, 700 km sydost om huvudstaden Astana.